# Future Nostalgia (Dua Lipa)
Future Nostalgia is het tweede studioalbum van de Britse zangeres Dua Lipa. Het album komt uit in 2020. Don't Start Now werd de eerste single van het album en kwam uit op 1 november 2019. Het nummer werd wereldwijd goed onthaald. Het wist in vele landen de top 5 van de officiële hitlijsten te halen. De titeltrack Future Nostalgia kwam uit in december als promotiesingle. Physical werd de tweede single van het album. Deze kwam uit op 31 januari 2020. Om het album te promoten kondigde de zangeres al de Future Nostalgia Tour aan. Op 23 maart 2020 kondigde de zangeres aan dat ze het album een week eerder uitbrengt. Verder bracht Lipa nog de singles Break My Heart en Levitating uit. Ook de grote hit Fever, een samenwerking met Angèle staan op de bonus & heruitgave van het album. Het album werd wereldwijd geprezen door verschillende critici. Het album behaalde de top 10 in 31 landen en kreeg nominaties voor verschillende award shows. Lipa kreeg een Grammy in de categorie Best Pop Vocal Album en een Brit Award voor Beste album van het jaar

## Achtergrond
Na het grote succes van haar debuutalbum Dua Lipa kroop de zangeres maandenlang in de studio. Met het nieuwe album wil ze uit haar comfortzone gaan en zichzelf uitdagen om muziek te maken, die aanvoelt alsof het naast haar favoriete klassieke popsongs kan staan, terwijl de nummers nog steeds fris en uniek zijn. Lipa werd geïnspireerd door verschillende artiesten als Prince, Outkast, Blondie, Madonna en Gwen Stefani. Het album zou uitkomen op 3 april 2020. In de week voor dat het album zou uitkomen, kondigde de zangeres in een live stream aan dat ze het album een week eerder uitbrengt. Volgens verschillende media komt dit omdat het album online gelekt is. Lipa zei ook dat ze een zestigtal nummers had geschreven, waarvan uiteindelijk elf het album gehaald hebben. Levitating zou het eerste nummer zijn die ze schreef voor het album.

### Artwork
Op 30 januari plaatste de zangeres een nieuwe foto op Instagram waarbij de artwork van het album zichtbaar is. Op de hoes zit de zangeres in een retro wagen. De zangeres zelf draagt een roze bloesje met witte handschoenen. Op de achtergrond zien we een volle maan. Die dag kondigde ze ook aan dat het album op 3 april uitkomt.

## Promotie

### Singles
- Don't Start Now verscheen op 1 november 2019, als eerste nummer van het album. Het nummer werd haar zevende top 10-hit in België en haar negende in Nederland. In haar thuisland het Verenigd Koninkrijk piekte het nummer op 2.
- Physical verscheen op 31 januari 2020, als tweede nummer van het album. Het nummer bereikte de top 5 in het Verenigd Koninkrijk en België (Vlaanderen en Wallonië), en de top 15 in Nederland.
- Break My Heart verscheen op 26 maart 2020, als derde single van het album. Het nummer haalde wereldwijd hoge noteringen, met opnieuw een top 15 notering in België en Nederland.
- Hallucinate werd uiteindelijk de vierde single van het album, nadat het eerder al veel streams en succes haalde op online platformen. Het nummer kreeg positieve recensies maar deed het in de hitlijsten minder sterk dan de drie voorgaande nummers.
- Levitating werd de vijfde single van het album. Het nummer kreeg extra bekendheid na een remix met Madonna voor het remixalbum Club Future Nostalgia, en later werd het ook een radiohit in België en Nederland, dankzij de remix met DaBaby.
- Fever verscheen op 29 oktober 2020, als zesde single van het album. Het is een samenwerkingsproject met de Belgische zangeres Angèle, dat geldt als bonustrack van de digitale en Franse editie van het album. Het nummer werd een nummer 1-hit in België (Vlaanderen als Wallonië) en Frankrijk.
- Love Again verscheen in maart 2021 als de zevende single van het album. Het nummer kreeg veel radio-aandacht, ook al voor het uitbrengen van de videoclip. In België (Vlaanderen en Wallonië) werd de top 5 gehaald. In Nederland piekte het nummer op 3.

### Promotiesingles
- Future Nostalgia, een single die dezelfde titel heeft als het album, kwam uit om middernacht 13 december 2019.[13]

### Tournee en liveoptredens

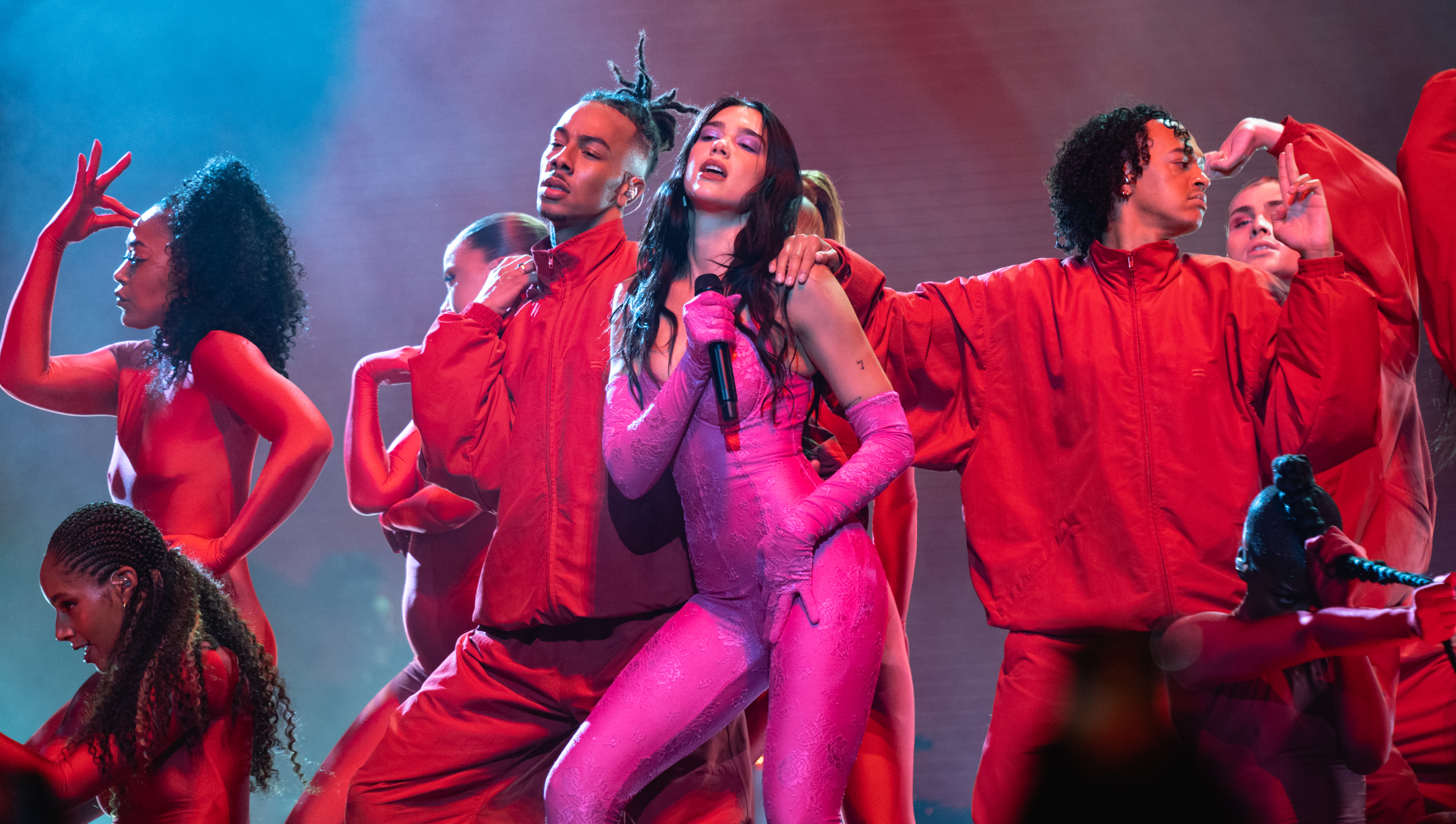
Lipa tijdens de Future Nostalgia Tour in 2022

Op 2 december 2019 kondigde Lipa de Europese stopplaatsen van de Future Nostalgia Tour aan. Tijdens de tournee, die volledig bestond uit arena shows, stelde ze het nieuwe album voor aan de fans. In België werd een concert gegeven in het Antwerps Sportpaleis en in Nederland in de Ziggo Dome in Amsterdam. In 2021 werden voor beide plaatsen een tweede show toegevoegd. Ook kondigde de zangeres twee festivals aan. Dua zou voor de tweede keer in het hoofdprogramma van het Sziget Festival staan en tevens op het Glastonbury Festival optreden. Dit laatste optreden werd later geannuleerd. Ook de rest van de tournee werd drie maal uitgesteld door de Coronacrisis, waardoor de start van de tournee in februari 2022 plaatsvond in Miami. Vanwege de hoge populariteit werden er verschillende shows toegevoegd in Oceanië en Latijns-Amerika. Na een negentigtal shows sloot de zangeres de tournee af in Kosovo, waar de zangeres haar roots liggen.
Op 28 oktober 2020 kondigde Dua het online concert Studio 2054 aan. De livestream werd op 27 november 2020 uitgezonden. Angèle en Kylie Minogue werden als speciale gasten ook uitgenodigd voor de livestream vanuit Londen. Lipa brak toen het record voor het meest bekeken online concert ter wereld.

## Club Future Nostalgia
Op 28 augustus 2020 bracht Dua een volledig remixalbum uit met de nummers die op Future Nostalgia staan. Voor het album staken verschillende producers en dj's haar nummers in een nieuw jasje en werden er nieuwe samples of gastartiesten uitgekozen, zoals Gwen Stefani en Yaeji. Tijdens de Amerikaanse show Jimmy Kimmel Live bevestigde Lipa dat er voor elk nummer een aparte animatievideo uitgebracht zou worden. De remix Levitating werd in samenwerking met Madonna en Missy Elliott uitgebracht als eerste nummer van het album.

## Tracklist
De volledige tracklist werd bekendgemaakt op 30 januari 2020.
| Nr.                   | Titel                                                | Schrijver(s) | Producent(en)                                    | Duur |
| --------------------- | ---------------------------------------------------- | --- | ------------------------------------------------ | ---- |
| 1.                    | "Future Nostalgia"                                   | Dua Lipa, Clarence Coffee Jr, Jeff Bhasker                                                                                              | Bhasker, Skylar Mones                            | 3:04 |
| 2.                    | "Don't Start Now"                                    | Emily Schwartz, Caroline Furoyen, Ian Kirkpatrick                                                                                       | Kirkpatrick                                      | 3:03 |
| 3.                    | "Cool"                                               | Lipa, Tove Lo, Camille Purchell, Thomas Barnes, Peter Kelleher, Benjamin Kohn, Shakka Philip                                            | Stuart Price, TMS, Lorna Blackwood               | 3:29 |
| 4.                    | "Physical"                                           | Lipa, Sarah Hudson, Coffee Jr, Jason Evigan                                                                                             | Evigan, Koz, Gian Stone, Lorna Blackwood         | 3:13 |
| 5.                    | "Levitating"                                         | Lipa, Hudson, Coffee Jr., Stephen Kozmeniuk                                                                                             | Koz, Stuart Price                                | 3:23 |
| 6.                    | "Pretty Please"                                      | Lipa, Julia Michaels, Furoyen, Kirkpatrick                                                                                              | Kirkpatrick, Juan Ariza                          | 3:14 |
| 7.                    | "Hallucinate"                                        | Lipa, Sophie Cooke, Samuel George Lewis, Stuart Price                                                                                   | Stuart Price, Samuel George Lewis, Lauren D'Elia | 3:28 |
| 8.                    | "Love Again"                                         | Lipa, Chelcee Grimes, Coffee Jr., Stephen Kozmeniuk                                                                                     | Koz, Stuart Price, Blackwood                     | 4:18 |
| 9.                    | "Break My Heart"                                     | Lipa, Alexandra Tamposi, Andrew Wotman, Stefan Johnson, Jordan Johnson, Blair Gormal, Michael Hutchence, Andrew Farriss                 | Andrew Watt, The Monsters and the Strangerz      | 3:41 |
| 10.                   | "Good in Bed"                                        | Lipa, Melanie Fontana, Taylor Upsahl, Michel "Lindgren" Schulz, David Biral, Denzel Baptiste                                            | Take a Daytrip, Lindgren                         | 3:38 |
| 11.                   | "Boys Will Be Boys"                                  | Lipa, Jason Evigan, Justin Tranter, Kennedi Lykken                                                                                      | KOZ, Rupert Christie, Blackwood                  | 2:46 |
| Totale duur: 37:17    |                                                      | |                                                  |      |
| Bonus editie          |                                                      | |                                                  |      |
| Nr.                   | Titel                                                | Schrijver(s) | Producent(en)                                    | Duur |
| 12.                   | "Levitating" (met DaBaby)                            | Dua Lipa, Coffee Jr, Hudson, Kozmeniuk, DaBaby                                                                                          | Koz, Price                                       | 3:23 |
| Totale duur: 40:40    |                                                      | |                                                  |      |
| Franse editie         |                                                      | |                                                  |      |
| Nr.                   | Titel                                                | Schrijver(s) | Producent(en)                                    | Duur |
| 13.                   | "Fever" (met Angèle)                                 | Dua Lipa, Angèle, Julia Michaels, Ailin, Kirkpatrick, Jacob Kasher Hindlin                                                              | Kirkpatrick                                      | 2:37 |
| Totale duur: 43:17    |                                                      | |                                                  |      |
| The Moonlight Edition |                                                      | |                                                  |      |
| Nr.                   | Titel                                                | Schrijver(s) | Producent(en)                                    | Duur |
| 13.                   | "We're Good"                                         | Lipa, Warren, Scott Harris, Sylvester Willy Siversten                                                                                   | Sly                                              | 2:46 |
| 14.                   | Prisoner (met Miley Cyrus)                           | Lipa, Cyrus, Wotman, J.Johnson, Marcus Lomax, Michael Pollack, S.Johnson, Tamposi, Jonathan Bellion                                     | Watt, The Monsterz & Strangerz                   | 2:49 |
| 15.                   | "If It Ain't Me"                                     | Lipa, Junior Oliver Frid, Taylor Parks, Uzoechi Emenike                                                                                 | Frid                                             | 3:15 |
| 16.                   | "That Kind of Woman"                                 | Lipa, Coffee, Justin Parker, Sam Dew | Parker, Price                                    | 3:15 |
| 17.                   | "Not My Problem" (met JID)                           | Lipa, Sarah Hudson, Coffee, Kozmeniuk, Destin Choice Route                                                                              | Koz                                              | 2:23 |
| 18.                   | "Un Dia (One Day)" (met J Balvin, Bad Bunny & Tainy) | Lipa, Alejandro Borrero, Benito Antonio Martínez Ocasio, Clarence Coffee Jr., Daystar Peterson, Ivanni Rodriguez, J Balvin, Marco Masís | J Balvin, Tainy                                  | 3:51 |
| Totale duur: 61:40    |                                                      | |                                                  |      |